# Хервен и Ардт
Хервен и Ардт (нидерл. Herwen en Aerdt) — бывшая община в провинции Гелдерланд Нидерландов, существовавшая в период с 1818 по 1985 год, когда она стала частью новой общины Рейнварден.
В состав общины входили деревни Хервен и Ардт с прилегающими территориями.

## Известные уроженцы
- Акен, Ян ван (род. 1961) — нидерландский писатель и журналист.
- Вен, Йерун ван (род. 1969) — нидерландский и американский пианист и композитор, руководитель Фонда Симеона тен Хольта.